# DS Automobiles
DS Automobiles è un marchio automobilistico francese nato nel 2014 dalla separazione dal brand casa madre Citroën. Dal 2021 entra a far parte del gruppo Stellantis.

## Storia

### Le origini: laCitroën DS
La prima volta in cui la sigla DS fu utilizzata dalla Citroën fu nel 1955, quando venne lanciata la Citroën DS, veicolo che nel 2000 si è classificato al terzo posto nella graduatoria dell'auto del secolo del Automotive Global Elections Foundation. Tale modello fu progettato dall'italiano Flaminio Bertoni e dal francese André Lefèbvre. La sigla DS volle essere l'acronimo di Désirée Spéciale (ossia "desiderata speciale" in francese), ma le iniziali pronunciate in francese suonano anche come "déesse", che significa "dea". 
La vettura rimase in listino per vent'anni, fino al 1975, quando la Citroën era appena divenuta parte del gruppo PSA, costituito dalla Citroën stessa e dalla Peugeot.

### Il ritorno della DS
Il 13 ottobre 2008 il gruppo francese decise di riprendere la sigla rinnovandone la protezione dei diritti. Scopo dell'operazione fu quella di creare una nuova linea di modelli dalle elevate caratteristiche, permettendone un posizionamento d'immagine e di mercato al di sopra dei modelli tradizionali della Citroën. L'idea fu di realizzare una gamma di vetture partendo dalle basi meccaniche dei modelli costituenti già presenti nella gamma Citroën, ma con nuove carrozzerie per distinguere gli orientamenti commerciali dei due marchi. 
Inizialmente la sigla DS fu fatta esordire come una linea di vetture inserita nella gamma ufficiale Citroën, ma in seguito si decise di renderla un marchio indipendente da quello della casa madre. Nel suo nuovo corso, la sigla DS acquisì un nuovo significato: different spirit.
Il 5 febbraio 2009, a Parigi, in occasione dei 90 anni della Citroën, fu presentata la concept Citroën DS Inside, riproponente dopo 54 anni la sigla DS su una Citroën e che avrebbe anticipato in via quasi totalmente definitiva la DS3, vettura di segmento B basata sul pianale della Citroën C3 ma con un'immagine più ricercata. Tale modello debuttò al Salone di Ginevra del 2010 e riscosse un buon successo di vendite, tanto da spingere i vertici Citroën a continuare il programma di ampliamento della gamma. Fu così che nel 2011 videro la luce anche altri due modelli, denominati rispettivamente DS4 e DS5, anch'essi caratterizzati da una ricerca stilistica personale rispetto ai modelli da cui derivavano, sia nella carrozzeria che nell'abitacolo.
I consensi suscitati dalla nascita della linea DS fecero sì che la dirigenza del Gruppo PSA si interrogasse sulla possibilità di proporre tale marchio anche nei mercati emergenti ad ampie possibilità di espansioni, ad esempio quello cinese. Per questo, già alla fine del 2011, fu stipulata una joint-venture tra il Gruppo PSA e la Chang'an Motors (CAPSA). In seguito a ciò fu avviata la costruzione di un nuovo stabilimento nella città di Shenzhen: l'impianto venne realizzato prevedendo una produzione annua di 200.000 unità, e fu inaugurato il 28 settembre 2013. Nel frattempo fu annunciata in Cina la nascita del marchio DS come entità a se stante, indipendente dal marchio Citroën e con una propria rete dedicata per la vendita e l'assistenza. I primi modelli assemblati a Shenzhen furono la DS5 e la DS 5LS, una berlina riservata al solo mercato cinese. Quest'ultima berlina, in particolare, fu il modello nel quale per la prima volta scomparve il logo del classico "double Chevron" dalla calandra. In Europa, invece, la sigla DS continuò ad essere inclusa nella gamma Citroën.

### L'indipendenza della DS
Nel 2014 il brand DS acquista in Cina una sua identità sempre più definita e la gamma cinese si allarga con l'introduzione del SUV DS 6. Il numero uno della DS, Yves Bonnefont decise di estendere la rete cinese di vendita da 56 a 200 concessionari.
Il marchio DS diviene ufficialmente un'entità autonoma a partire dal mese di giugno, quando viene registrata come marchio e si prepara al suo debutto anche nel continente europeo, debutto che però non avverrà prima dell'inizio dell'anno seguente. Nel frattempo, PSA comincia con il presentare al Salone di Parigi la concept Divine DS, anch'essa ormai priva del logo Citroën e con la quale s'intende anticipare la linea della seconda generazione del crossover DS 4.
Tutto sembra ormai pronto per il lancio del nuovo marchio su una vettura di serie anche nel vecchio continente: tale lancio avviene al Salone di Ginevra del 2015, quando sotto i riflettori finisce la DS 5, restyling di mezza età della precedente Citroën DS5 e primo modello per il mercato europeo a fregiarsi del nuovo marchio e a eliminare qualsiasi riferimento alla casa del "double Chevron".
La difficile congiuntura economica in cui il marchio DS prese vita portò rapidamente ad alcuni dubbi circa la sua efficacia commerciale, dati i risultati di vendita non all'altezza delle aspettative, specialmente in Europa. Per questo, dopo un'analisi di mercato i cui risultati evidenziarono una forte inclinazione verso i modelli crossover-SUV, si scelse di orientare maggiormente in tale direzione la produzione del marchio: così, mentre si cominciò a lavorare all'erede della DS 3, vi fu il lancio in Europa del DS 7 Crossback, un nuovo SUV di fascia media paragonabile al DS 6 prodotto e commercializzato in Cina. Analogamente, l'erede della DS 3 venne reinterpretata in chiave crossover-SUV in modo da ottenere un modello in grado di fronteggiare ad armi pari le rivali di riferimento (Mini Countryman in primis). Nel 2018, l'ultimo atto di questa nuova strategia di mercato fu l'eliminazione dalla gamma dei modelli DS 4 e DS 5, tanto originali e raffinati nelle loro soluzioni quanto sfortunati sul mercato, specie nella seconda parte delle rispettive carriere commerciali.
Nel fine 2019 termina ufficialmente la joint venture cinese con il gruppo Changan a causa delle vendite collassate; dalle 23.000 vetture vendute in Cina nel 2014 si è passati alle sole 3900 unità commercializzate nel 2018. Lo stabilimento di Shenzen viene venduto al gruppo cinese Baoneng.

## Galleria d'immagini

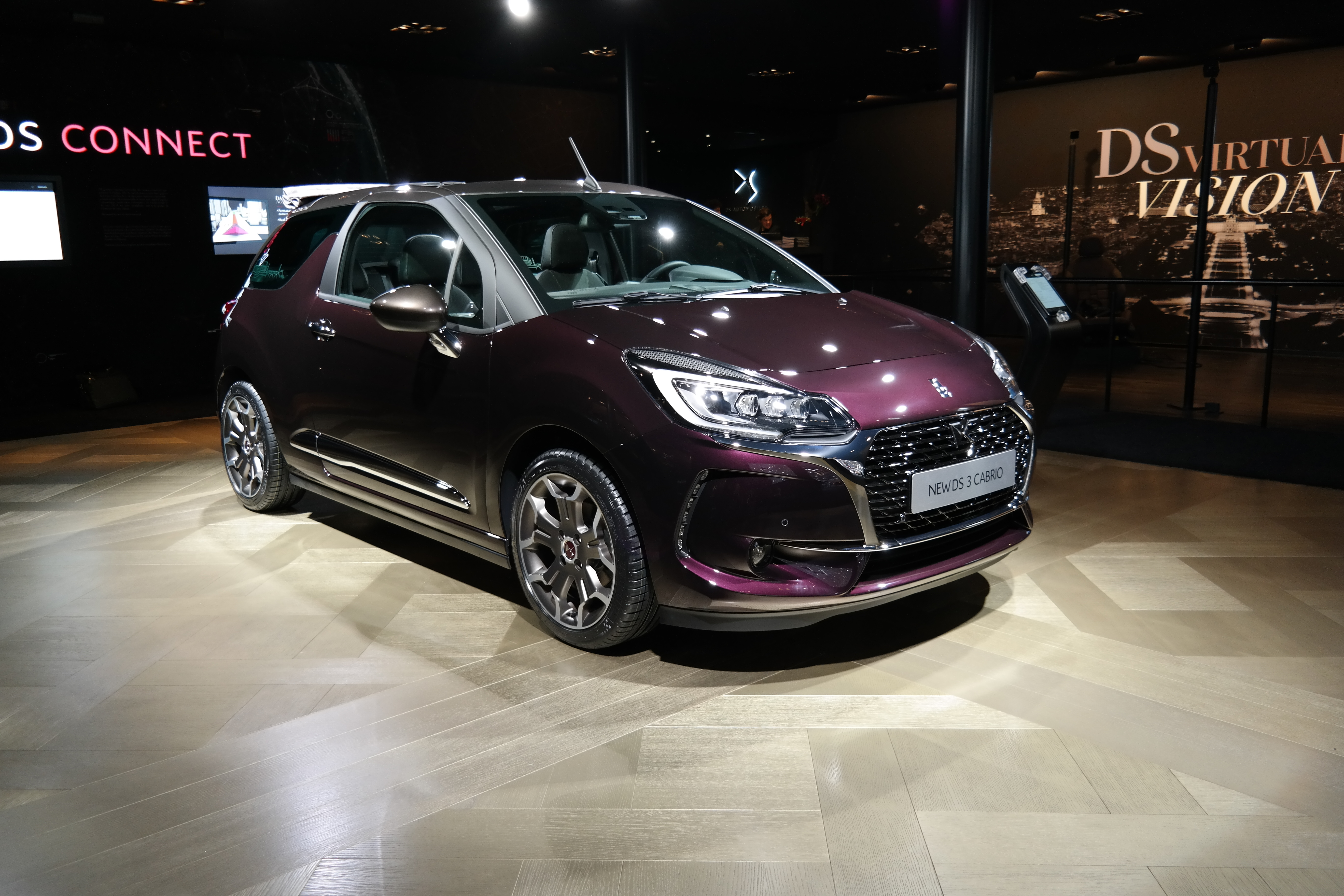
La DS 3 (2016) Salone di Ginevra nel 2016.
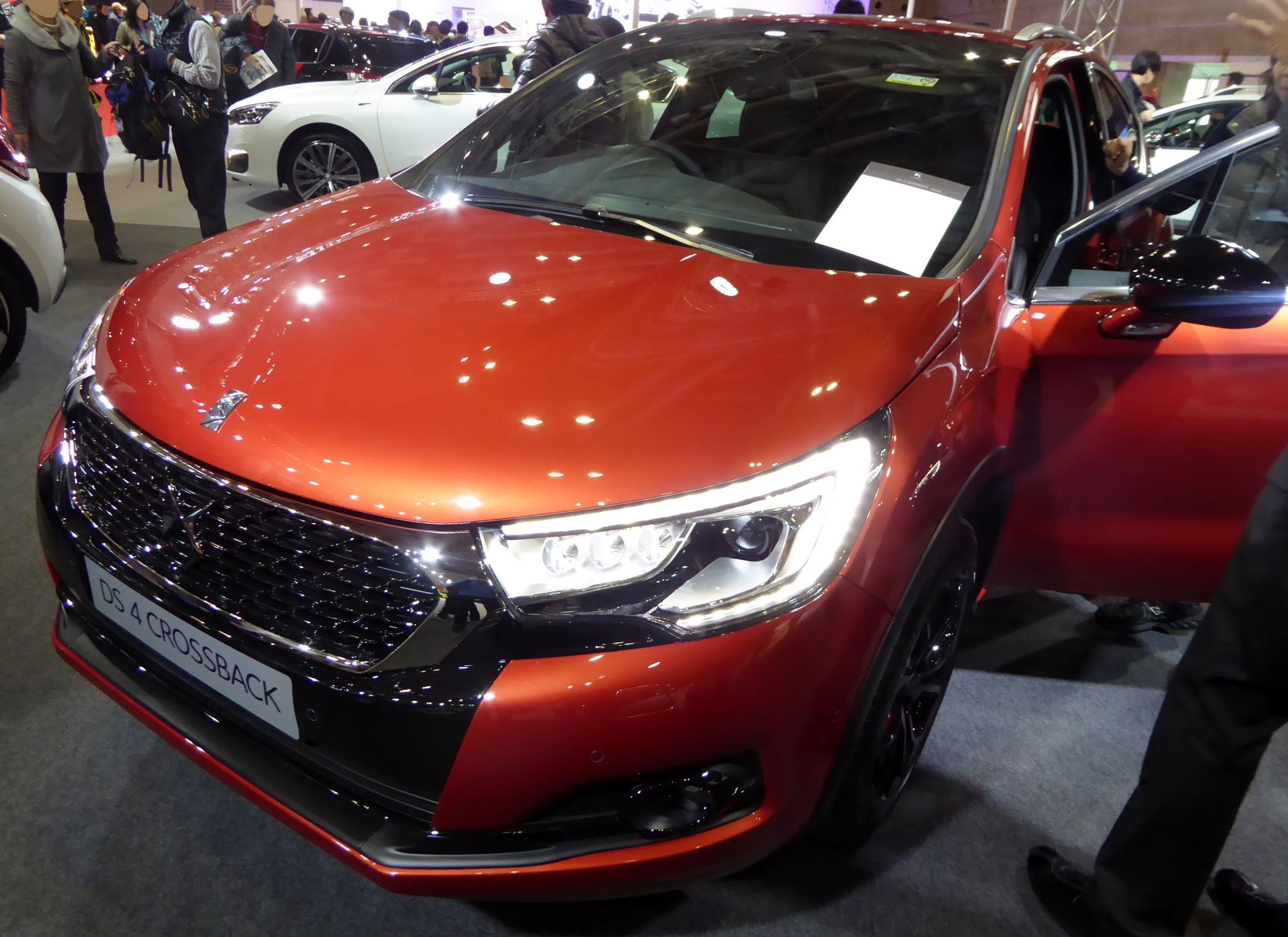
DS 4 Crossback Salone di Francoforte 2015
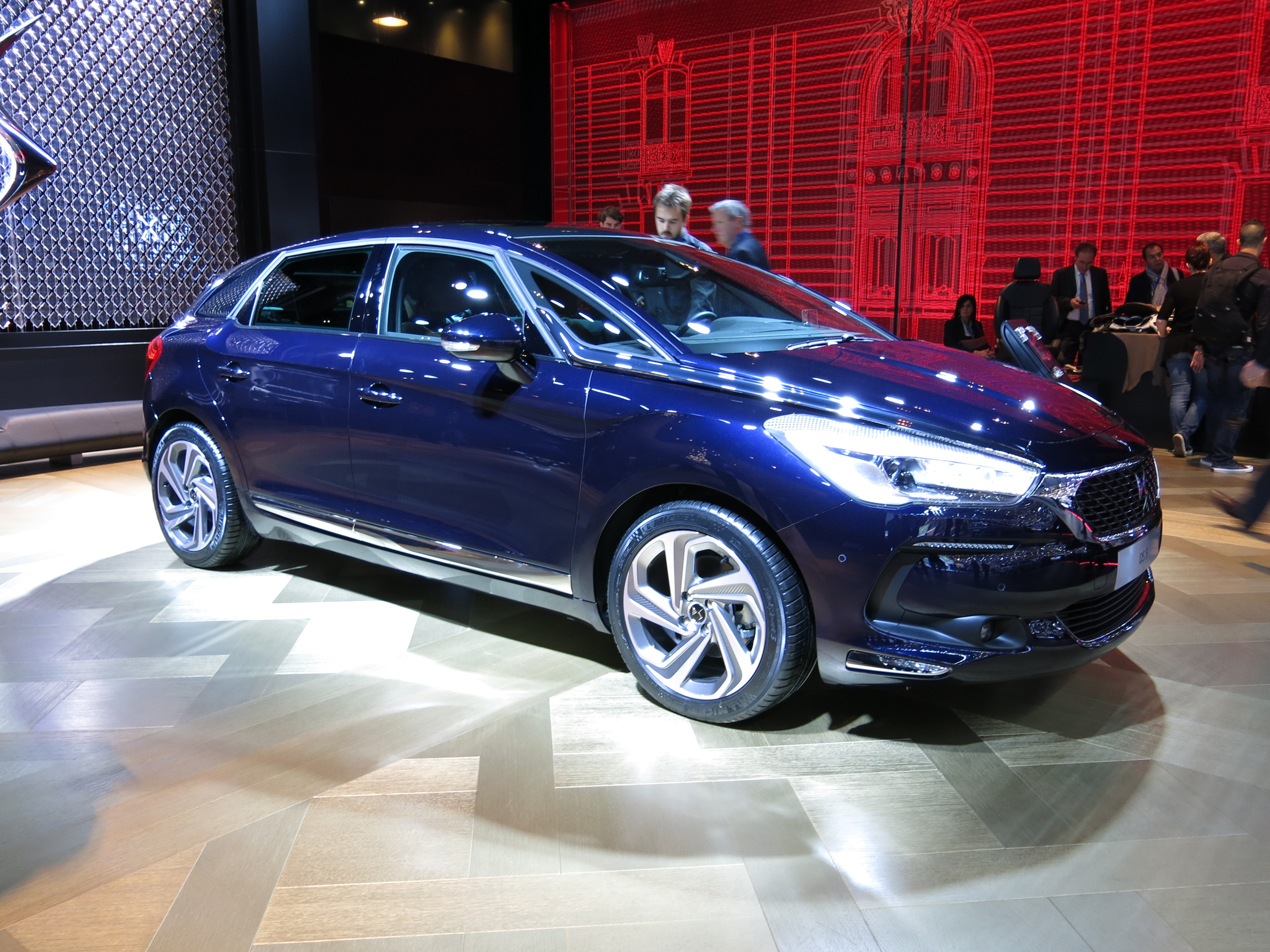
La DS 5 presentata a Ginevra nel 2015, primo modello DS previsto per il mercato europeo dopo la nascita del brand come marchio a sé
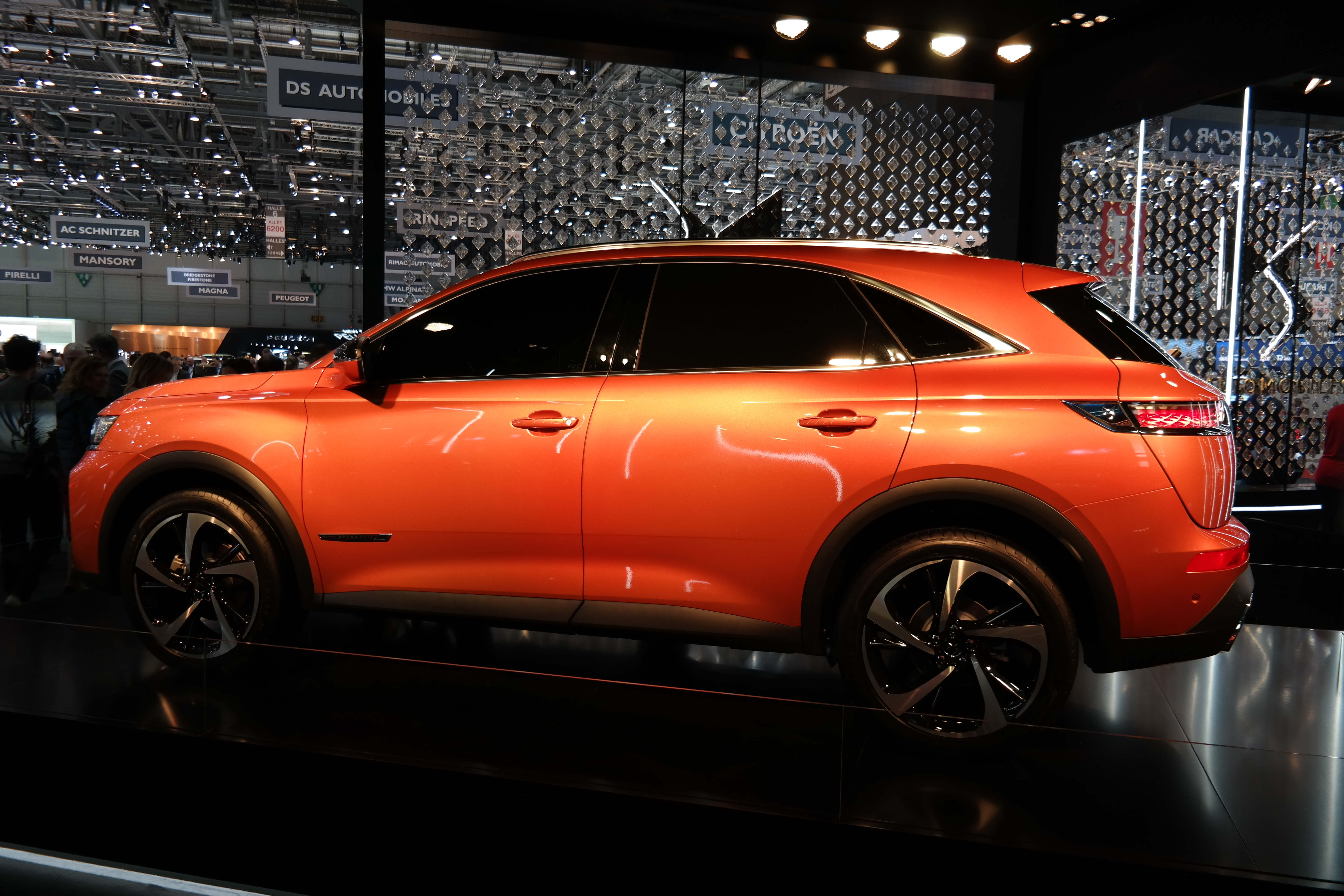
DS 7 Crossback (2017) Salone di Ginevra 2017